# Olle Lanner
Olle Lanner, född 20 december 1884 i Stora Tuna socken, död 26 juli 1926 i Stockholm, var en svensk gymnast.
Han blev olympisk guldmedaljör 1908.